# Ludwig Opel
Ludwig Opel (Rüsselsheim am Main, 1º gennaio 1880 – 16 aprile 1916) è stato un imprenditore e giurista tedesco, cofondatore della casa automobilistica Opel.

## Biografia
Ludwig Opel fu il quinto e ultimo figlio di Adam Opel. Fu un ciclista e nel 1898 partecipò al secondo campionato del mondo nella specialità Velocità dilettanti, con biciclette Opel.
Studiò giurisprudenza alle Università di Gießen e Friburgo in Brisgovia. Apparteneva ai Corps Starkenburgia Gießen e Corps Rhenania Freiburg. Dopo l'abilitazione alla professione, divenne dirigente della filiale di Berlino della Opel, e più tardi entrò nella gestione dell'azienda di famiglia a Rüsselsheim.
Ludwig Opel partecipò alla prima guerra mondiale come sottotenente dei Darmstädter Leibdragoner Regiments Nr. 24 sul fronte occidentale ove morì. A lui è intitolata la Dr. Ludwig Opel Stiftung für Wohnungsbau a Rüsselsheim.